# Romuald Wowkonowicz

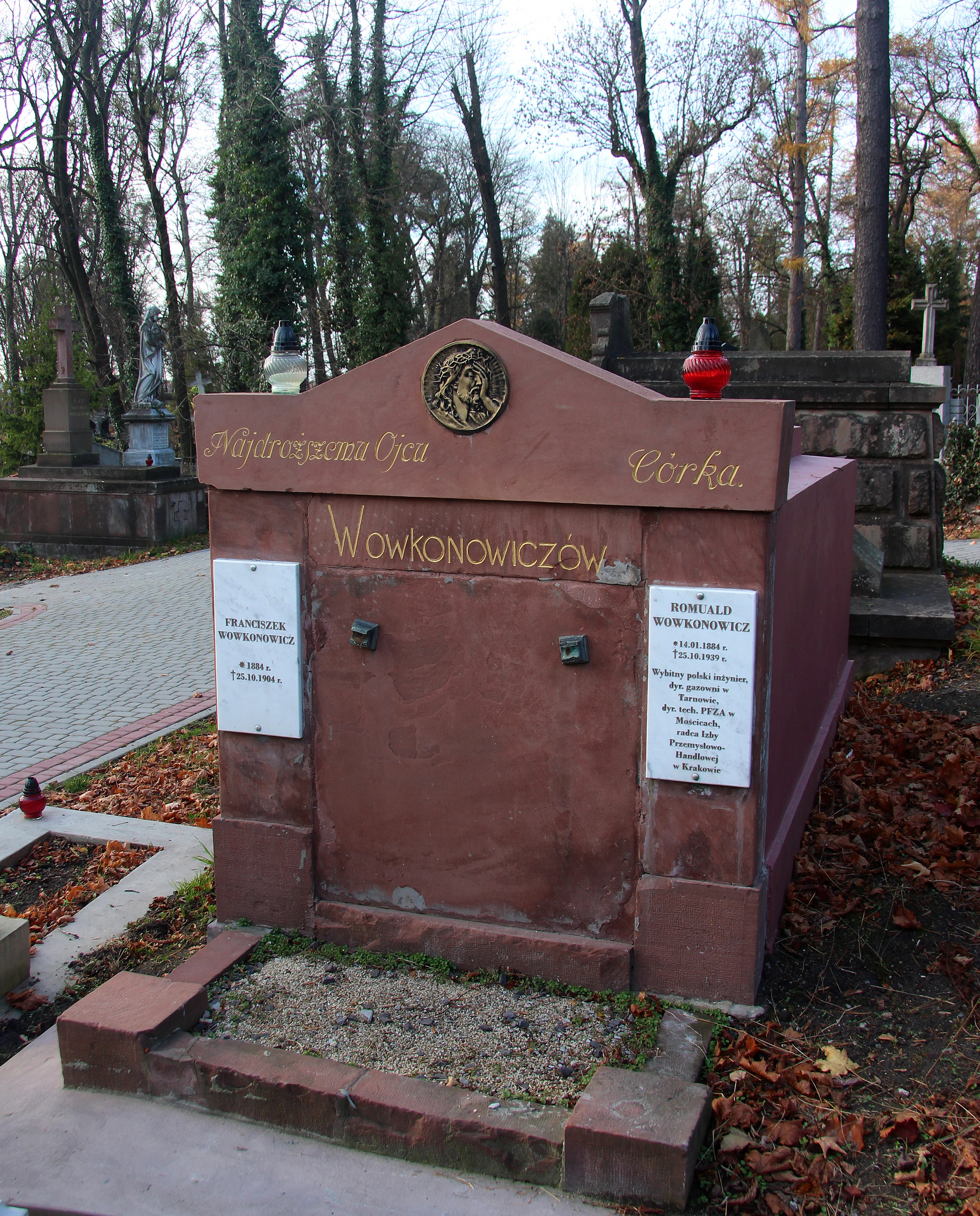
Grób we Lwowie

Romuald Wowkonowicz (ur. 14 stycznia 1884 w Samborze, zm. 25 października 1939 we Lwowie) – polski inżynier, dyrektor gazowni miejskiej w Tarnowie i dyrektor techniczny Państwowej Fabryki Związków Azotowych w Mościcach, radca Izby Przemysłowo-Handlowej w Krakowie w 1935 roku.

## Życiorys
Rodzina Wowkonowiczów wywodziła się z Małopolski Wschodniej. Romuald był synem Franciszka Romualda Wowkonowicza, pracownika sądu we Lwowie i Julii z domu Frey. Miał czworo rodzeństwa – Augusta (brat przyrodni z pierwszego małżeństwa Franciszka) oraz Jana, Paulinę i Mariana (lekarz, oficer). W 1910 otrzymał tytuł inżyniera-chemika Politechniki Lwowskiej i rozpoczął pracę w gazowni we Lwowie. Już rok później w 1911 z rekomendacji burmistrza Tarnowa Tadeusza Tertilla Rada Miejska Tarnowa mianowała go na stanowisko dyrektora gazowni miejskiej w Tarnowie z którym to miastem związał resztę swojego życia. W latach 1919–1922 dokonał rozbudowy gazowi. Angażował się także w wiele innych inwestycji w mieście oraz działał jako społecznik.
W 1927 na wniosek prezydenta Polski Ignacego Mościckiego rozpoczęto, na zachód od Tarnowa, budowę jednej z najnowocześniejszych fabryk chemicznych w Europie – Państwowej Fabryki Związków Azotowych w Mościcach, celem uniezależnienia się od zagranicznych koncernów i oparciu także tej branży o przemysł rodzimy. Dyrektorem technicznym przedsiębiorstwa został Romuald Wowkonowicz, pełnił funkcję w latach 1929–1933. Kiedy powstały Zjednoczone Fabryki Związków Azotowych w Chorzowie i Mościcach Wowkonowicz był w Mościcach dyrektorem techniczno-administracyjnym.
Po agresji niemieckiej na Polskę we wrześniu 1939 wraz z rodziną schronił się we Lwowie i tu wkrótce zmarł w wyniku komplikacji pooperacyjnych. 25 października 1939 został pochowany na Cmentarzu Łyczakowskim w rodzinnym grobowcu. Po 1945 i wysiedleniu Polaków ze Lwowa setki grobów było celowo niszczonych, a inne popadały w ruinę – tak też stało się z grobowcem Wowkonowiczów, który aktualnie jest w stanie katastrofalnym (pole 52). Grób został odnowiony dzięki Fundacji Armenian w 2013 roku.
Romuald Wowkonowicz posiadał majątek ziemski w miejscowości Ropa w Małopolsce, tutaj także finansował budowę miejscowej szkoły. Łączyły go stosunki przyjacielskie z prezydentem Ignacym Mościckim, m.in. razem polowali.
Postać Romualda Wowkonowicza została po zakończeniu II wojny światowej na wiele lat zapomniana.

## Upamiętnienie
We wrześniu 2013 Rada Miejska Tarnowa, na wniosek Towarzystwa Przyjaciół Mościc, nadała imię Romualda Wowkonowicza placowi u zbiegu ulic Eugeniusza Kwiatkowskiego i Czerwonych Klonów.

## Życie prywatne
Żonaty z Marią z domu Teodorowicz. Ślub odbył się w 1919 roku. Żona była spokrewniona z lwowskim arcybiskupem obrządku ormiańskiego Józefem Teodorowiczem. W 1919 przyszła na świat córka Ewa (po mężu Glassgall). Żona Romualda Wowkonowicza zmarła po ciężkiej chorobie w młodym wieku w 1929 roku i została pochowana w Tarnowie.